# 2016-os Formula–E Berlin nagydíj
A 2016-os Berlin nagydíjat május 21-én rendezték. A pole-pozíciót Jean-Éric Vergne szerezte meg, a futamot pedig Sébastien Buemi nyerte meg.

## Időmérő
| Poz. | #  | Versenyző           | Csapat           | Idő    | Superpole |
| ---- | -- | ------------------- | ---------------- | ------ | --------- |
| 1    | 25 | Jean-Éric Vergne    | DS Virgin Racing | 57,811 | 57,603    |
| 2    | 9  | Sébastien Buemi     | e.dams Renault   | 57,827 | 57,322    |
| 3    | 66 | Daniel Abt          | Audi Sport Abt   | 57,852 | 57,798    |
| 4    | 21 | Bruno Senna         | Mahindra Racing  | 58,303 | 57,591    |
| 5    | 23 | Nick Heidfeld       | Mahindra Racing  | 59,085 | 57,736    |
| 6    | 2  | Sam Bird            | DS Virgin Racing | 57,838 |           |
| 7    | 1  | Nelson Piquet, Jr.  | NEXTEV TCR       | 58,026 |           |
| 8    | 8  | Nicolas Prost       | e.dams Renault   | 58,028 |           |
| 9    | 88 | Oliver Turvey       | NEXTEV TCR       | 58,118 |           |
| 10   | 11 | Lucas di Grassi     | Audi Sport Abt   | 58,183 |           |
| 11   | 6  | Loïc Duval          | Dragon Racing    | 58,298 |           |
| 12   | 7  | Jérôme d’Ambrosio   | Dragon Racing    | 58,501 |           |
| 13   | 28 | Simona de Silvestro | Amlin Andretti   | 58,654 |           |
| 14   | 12 | Mike Conway         | Venturi          | 58,687 |           |
| 15   | 4  | Stéphane Sarrazin   | Venturi          | 58,740 |           |
| 16   | 27 | Robin Frijns        | Amlin Andretti   | 58,742 |           |
| 17   | 55 | René Rast           | Team Aguri       | 58,756 |           |
| 18   | 77 | Ma Csing-hua        | Team Aguri       | 59,301 |           |

## Futam

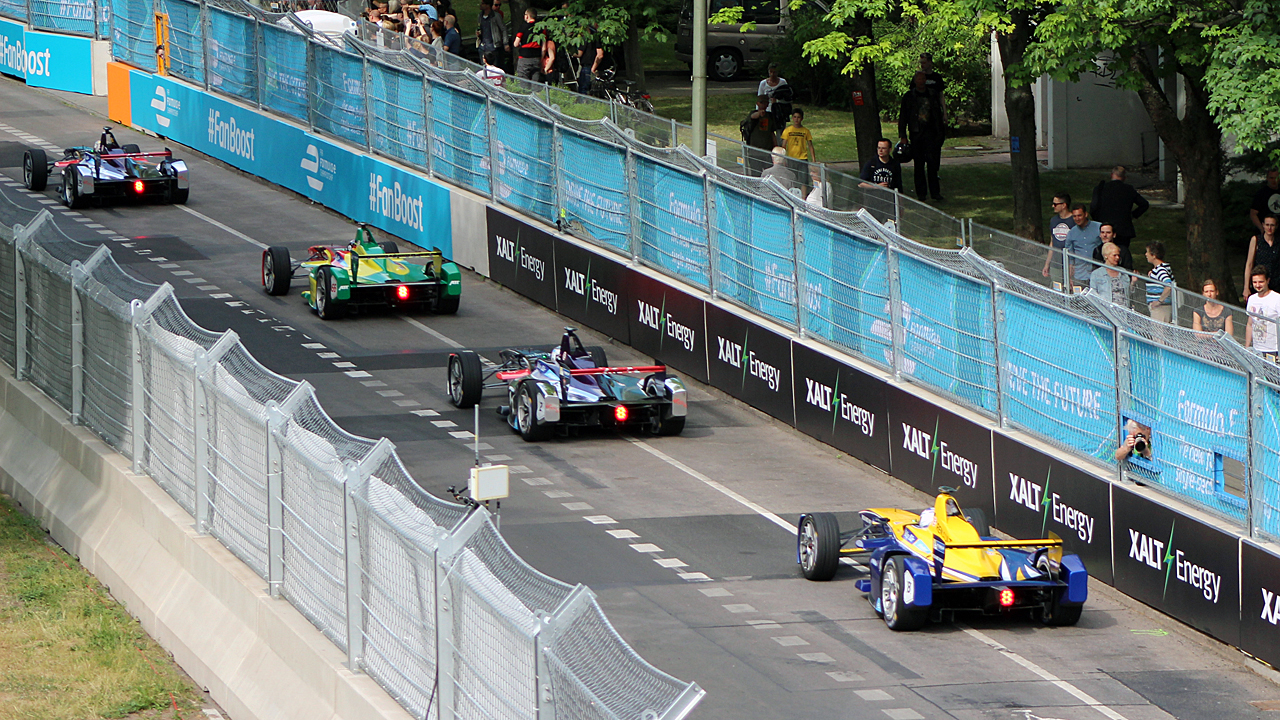

### Fanboost
Az alábbi versenyzők használhatták a Fanboost-ot.
|    | #  | Versenyző         | Csapat             |
| -- | -- | ----------------- | ------------------ |
| 1. | 4  | Stéphane Sarrazin | Venturi Grand Prix |
| 2. | 9  | Sébastien Buemi   | e.dams Renault     |
| 3. | 23 | Nick Heidfeld     | Mahindra Racing    |

### Futam
| Helyezés | Rajtszám | Versenyző           | Csapat           | Kör | Idő/Kiesés oka | Rajthely | Pont |
| -------- | -------- | ------------------- | ---------------- | --- | -------------- | -------- | ---- |
| 1        | 9        | Sébastien Buemi     | e.dams Renault   | 48  | 53:46,086      | 2        | 25   |
| 2        | 66       | Daniel Abt          | Audi Sport Abt   | 48  | +1,767         | 3        | 18   |
| 3        | 11       | Lucas di Grassi     | Audi Sport Abt   | 48  | +2,381         | 10       | 15   |
| 4        | 8        | Nicolas Prost       | e.dams Renault   | 48  | +3,328         | 8        | 12   |
| 5        | 25       | Jean-Éric Vergne    | DS Virgin Racing | 48  | +4,927         | 1        | 13a  |
| 6        | 27       | Robin Frijns        | Amlin Andretti   | 48  | +6,501         | 16       | 8    |
| 7        | 23       | Nick Heidfeld       | Mahindra Racing  | 48  | +7,700         | 5        | 6    |
| 8        | 12       | Mike Conway         | Venturi          | 48  | +8,305         | 14       | 4    |
| 9        | 28       | Simona de Silvestro | Amlin Andretti   | 48  | +12,473        | 13       | 2    |
| 10       | 4        | Stéphane Sarrazin   | Venturi          | 48  | +13,241        | 15       | 1    |
| 11       | 2        | Sam Bird            | DS Virgin Racing | 47  | +1 kör         | 6        |      |
| 12       | 88       | Oliver Turvey       | NEXTEV TCR       | 47  | +1 kör         | 9        |      |
| 13       | 1        | Nelson Piquet, Jr.  | NEXTEV TCR       | 47  | +1 kör         | 7        |      |
| 14       | 77       | Ma Csing-hua        | Team Aguri       | 47  | +1 kör         | 18       |      |
| 15       | 21       | Bruno Senna         | Mahindra Racing  | 46  | +2 kör         | 4        | 2b   |
| 16       | 7        | Jérôme d’Ambrosio   | Dragon Racing    | 45  | +3 kör         | 12       |      |
| Hn       | 55       | René Rast           | Team Aguri       | 42  | +6 kör         | 17       |      |
| Ki       | 6        | Loïc Duval          | Dragon Racing    | 39  | Baleset        | 11       |      |

Jegyzetek:
- a 3 pont a Pole-pozícióért.
- b 2 pont a futamon futott leggyorsabb körért.

## A világbajnokság élmezőnyének állása a verseny után
(Teljes táblázat)
| H  | Versenyzők        | Pont | H  | Konstruktőrök    | Pont |
| -- | ----------------- | ---- | -- | ---------------- | ---- |
| 1. | Lucas di Grassi   | 141  | 1. | e.dams Renault   | 202  |
| 2. | Sébastien Buemi   | 140  | 2. | Audi Sport Abt   | 191  |
| 3. | Sam Bird          | 82   | 3. | DS Virgin Racing | 119  |
| 4. | Jérôme d’Ambrosio | 64   | 4. | Dragon Racing    | 112  |
| 5. | Nicolas Prost     | 62   | 5. | Mahindra Racing  | 73   |

- Jegyzet: Csak az első 5 helyezett van feltüntetve mindkét táblázatban.